# The Birthday Party (Gong)
The Birthday Party  is het achttiende album van de Brits / Franse spacerockband Gong.
Het is een album dat de opnames bevat van een reünie, 25 jaar na de oprichting van Gong, gehouden op 8 en 9 oktober in The Forum in Londen.

## Nummers
1. "Thom Intro" - 1:20
2. "Floating Into A Birthday Gig" - 5:44
3. "You Can't Kill Me" - 6:20
4. "Radio Gnome 25" - 7:06
5. "I Am Your Pussy" - 4:52
6. "Pot Head Pixies" - 2:52
7. "Never Glid Before" - 5:43
8. "Sad Street" - 6:24
9. "Eat That Phonebook" - 3:27
10. "Gnomic Address" - 1:35
11. "Flute Salad" - 2:34
12. "Oily Way" - 3:30
13. "Outer Temple, Inner Temple" - 5:34
14. "She Is The Great Goddess" - 3:12
15. "IAOM Riff" - 7:48
16. "Clouds Again" - 9:59
17. "Tri-Cycle Gliss" - 10:44
18. "Get A Dinner" - 2:02
19. "Zero Where Are You?" - 1:29
20. "Be Who You Are My Friends" - 2:32
21. "It's The World Of Illusion" - 2:58
22. "Why Don't You Try" - 2:18
23. "I Am You" - 6:34
24. "Introducing The Musicians" - 3:00

## Bezetting
- Daevid Allen zang, gitaar
- Gilli Smyth zang
- Didier Malherbe saxofoon, dwarsfluit, zang
- Steffi 'Sharpstrings' Lewry gitaar, zang
- Tim Blake synthesizer, zang
- Mike Howlett basgitaar
- Pip Pyle slagwerk

Met medewerking van:
- Shaymal Maitra percussie